# Aurore Pernollet
Aurore Pernollet, née le 20 avril 2004, est une coureuse cycliste française. 
Si elle s'est rapidement orientée vers la piste, elle court également sur la route avec le Lanester Women Morbihan.

## Palmarès sur route
- 2022
  - 2e du Chrono des Nations-Les Herbiers-Vendée juniors
  - 3e du championnat de France sur route du relais mixte juniors

## Palmarès sur piste

### Championnats du monde
| Édition / Épreuve       | Poursuite par équipes                   | Omnium |
| Tel Aviv 2022 (juniors) | Or (avec Chéreau, Gaugain et Lallemant) | Or     |

### Championnats d'Europe
| Édition / Épreuve     | Course aux points | Poursuite par équipes |
| Anadia 2022 (juniors) | Argent            |                       |
| Anadia 2023 (espoirs) |                   | Argent                |

### Championnats nationaux
- 2021
  - 3e de la scratch juniors
- 2023
  -  Championne de France de poursuite par équipes (avec Clémence Chéreau, Léane Tabu, Jade Labastugue et Violette Demay)
  - 3e de l'américaine (avec Jade Labastugue)
- 2025
  -  Championne de France de poursuite par équipes (avec Clémence Chéreau, Léonie Mahieu, Ilona Rouat et Marie Le Net)
  - 3e de la course aux points
  - 3e de l'américaine
  - 3e de l'omnium